# Melanispa bicolor
Melanispa bicolor là một loài bọ cánh cứng trong họ Chrysomelidae. Loài này được Zayas miêu tả khoa học năm 1960.